# Nitidina
Nitidina, con fórmula química C21H18NO4+, es un alcaloide que se encuentra en las especies del género Zanthoxylum, en particular en Zanthoxylum nitidum. Este compuesto tiene actividad contra la malaria.